# The Mystery of Life
The Mystery of Life è il cinquantesimo album in studio del cantante country statunitense Johnny Cash, pubblicato nel 1991.

## Tracce
Tutti i brani sono di Johnny Cash, tranne dove indicato.
1. The Greatest Cowboy of Them All – 3:34
2. I'm an Easy Rider – 2:36
3. The Mystery of Life (Joe Nixon) – 3:11
4. Hey Porter – 2:20
5. Beans for Breakfast – 3:18
6. Goin' by the Book (Butch Chester Lester) – 3:19
7. Wanted Man (Bob Dylan, Johnny Cash) – 2:52
8. I'll Go Somewhere and Sing My Songs Again (Tom T. Hall; con Tom T. Hall) – 3:11
9. The Hobo Song (John Prine) – 3:32
10. Angel and the Badman (Johnny Cash) – 2:24
11. The Wanderer (Bono, Adam Clayton, The Edge, Larry Mullen; bonus track) – 4:44